# Llanquihue (província)
A Província de Llanquihue é uma província do Chile, localizada no centro da Região de Los Lagos, (X Região). A superfície é de 14.876,4 km² e a populacão é de 321.493 habitantes. A capital provincial é a cidade de Puerto Montt.
Limita-se ao sul com as províncias de Chiloé e Palena; ao norte com a província de Osorno; a oeste com o Oceano Pacífico e a leste com a Argentina.

## Comunas pertenecêntes à província de Llanquihue
A província é constituida por 9 comunas:
- Calbuco
- Cochamó
- Fresia
- Frutillar
- Llanquihue
- Los Muermos
- Maullín
- Puerto Montt
- Puerto Varas